# Idaea afflata
Idaea afflata là một loài bướm đêm trong họ Geometridae.